# Jung Woo-Young
Jung Woo-Young (Hangul: 정우영; Hanja: 鄭又榮), född den 14 december 1989 i Ulsan, är en sydkoreansk fotbollsspelare som spelar för Al Sadd. Han tog OS-brons i herrfotbollsturneringen vid de olympiska fotbollsturneringarna 2012 i London.